# Cacalchén (kommun i Mexiko)
Cacalchén är en kommun i Mexiko.   Den ligger i delstaten Yucatán, i den östra delen av landet, 1 000 km öster om huvudstaden Mexico City. Antalet invånare är 6 811. Arean är 77 kvadratkilometer.
Terrängen i Cacalchén är mycket platt.
Följande samhällen finns i Cacalchén:
- Cacalchén
- Cholul Cantón